# Simone Jatobá
Simone Gomes Jatobá, hay còn được gọi với một cái tên đơn giản và ngắn gọn khác là Simone (sinh ngày 10 tháng 2 năm 1981 tại Maringá, Paraná) là một cầu thủ bóng đá nữ của Brazil. Cô chơi bóng trong vai trò một tiền vệ phòng thủ, nhưng cô cũng có thể chơi trong vai trò của một hậu vệ.

## Sự nghiệp
Simone bắt đầu sự nghiệp của mình tại Ponte Preta, với giải đấu của đội là Campeonato Brasileiro, sau đó cùng với Santos FC và Saad EC. Năm 2004, cô chuyển đến Rayo Vallecano và chơi trong giải Superliga Tây Ban Nha và năm sau ký hợp đồng với Olympique Lyonnais, nơi cô chơi bóng trong năm năm sau đó.  Cô là một thành viên chủ chốt, có đóng góp tích cực cho các đội giành chức vô địch năm 2007 và 2008, cũng như đội bóng đã thắng giải Challenge de France năm 2008. Năm 2010, cô trở lại Brazil, chơi cho Novo Mundo FC, nhưng hai năm sau cô quyết định ký hợp đồng với Energiya Voronezh ở giải vô địch Nga.

## Sự nghiệp quốc tế
Gomes là một thành viên của hai đội hình tham gia Giải vô địch bóng đá nữ thế giới. Cô là một thành viên của đội hình từ năm 2003 đã kết thúc khi vòng tứ kết và đội hình kết thúc ở vị trí á quân khi giải đấu được tổ chức ở Trung Quốc. Cô cũng tham gia Thế vận hội Mùa hè 2008, một lần nữa giúp Brazil hoàn thành giải đấu với vị trí á quân chung cuộc.
Cô thường chơi như bóng với vị trí cầu thủ chạy cánh phải cho đội tuyển quốc gia Brazil.